# H0

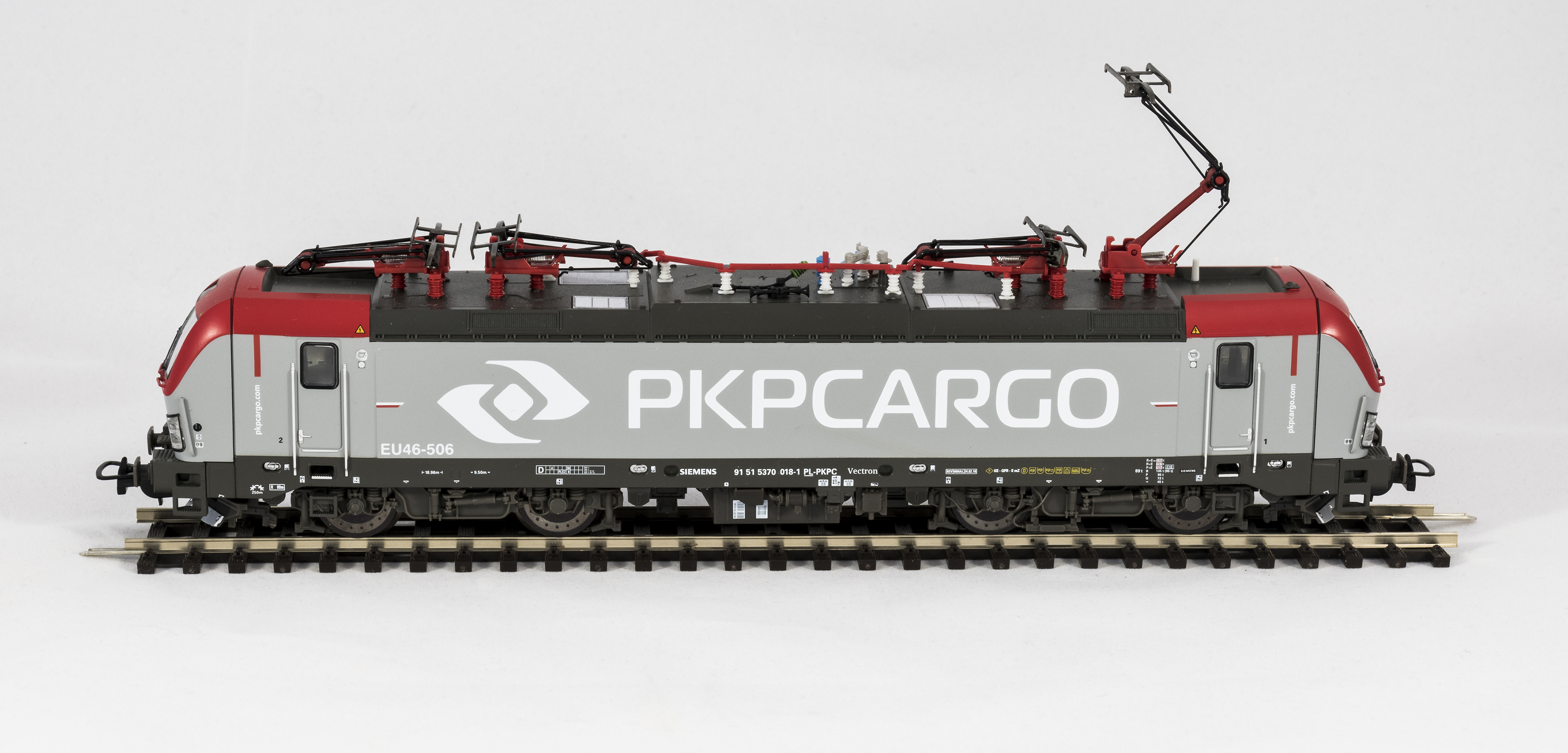
Lokomotywa Siemens Vectron 193 w skali H0

Skala H0 – nazwa stosowanej w modelarstwie kolejowym skali 1:87 i rozstawie szyn 16,5 milimetra.

## Historia
Pierwsze modele kolejowe wykonane w skali H0 były zaprezentowane na Targach Lipskich w 1935 roku przez niemieckie firmy modelarskie Trix oraz Märklin. Do 1950 roku były oznaczane jako skala 00 (później w Wielkiej Brytanii oznaczano tak skalę 1:76). Później modele kolejowe w tej skali były produkowane przez wiele niemieckich firm modelarskich. Po drugiej wojnie światowej modele kolejowe były dodatkowo produkowane w NRD przez  firmy Piko oraz Gützold. Modele kolejek w skali H0 były typowe dla Niemiec Wschodnich, ze względu na normatywy mieszkaniowe, które ustanawiały 40 m² powierzchni mieszkań. Największa makieta kolejowa w skali H0 nosi nazwę Miniatur Wunderland i znajduje się w Hamburgu.
Obecnie H0 jest najbardziej rozpowszechnioną skalą w modelarstwie kolejowym. Jej wielkość pozwala na dobre oddanie szczegółów, a także samodzielne wykonywanie i przerabianie modeli. Liczne firmy modelarskie produkują bogaty asortyment modeli gotowych, poszczególnych części i akcesoriów do makiet w tej skali. Produkowane są w tej skali także modele pojazdów, w tym pojazdów bojowych, gotowe lub do sklejania.  Stosowanie taboru i torów różnych firm sprawia w praktyce pewne problemy związane z różnymi systemami sprzęgów stosowanymi przez dużych producentów, oraz profilami torów.  W skali tej istnieją także dwa systemy zasilania: prądem stałym z dwóch szyn o różnych biegunach, oraz stosowany głównie przez firmę Märklin system trzyszynowy prądu przemiennego.
Pochodnymi skalami w tej samej podziałce 1:87 są H0m o szerokości toru 12 mm, H0e o szerokości toru 9 mm i H0f o szerokości toru 6,5 mm, odpowiadające kolejom wąskotorowym o szerokości toru odpowiednio 1000 mm, 750 mm i 600 mm.